# Buchhaltung
Die Buchhaltung (englisch accounting, bookkeeping) ist die Organisationseinheit eines Unternehmens, die sich mit der Buchführung befasst. Häufig wird auch der umfassendere Begriff Rechnungswesen verwendet. Die Begriffe Buchhaltung und Buchführung werden als Tätigkeit umgangssprachlich häufig synonym verwendet. In der Betriebswirtschaftslehre bezeichnet der Begriff Buchführung nur die Methodik oder Tätigkeit. Personen, die mit der Buchhaltung betraut sind, werden als Buchhalter bezeichnet.
Je nach Größe und Art der Organisation kann es sinnvoll sein, die Buchhaltung in Teilbereiche zu untergliedern.
- Die Finanzbuchhaltung bucht Vorgänge, die zur Bilanzierung und Gewinn- und Verlustrechnung nötig sind.
- Die Debitorenbuchhaltung verarbeitet die Forderungen an Kunden.
- Die Kreditorenbuchhaltung verarbeitet die Verbindlichkeiten gegenüber Lieferanten.
- Die Anlagenbuchhaltung verwaltet Güter des Anlagevermögens.
- Die Lohnbuchhaltung wickelt die Lohn- und Gehaltsabrechnungen ab.
- Die Kosten- und Leistungsrechnung ordnet zu, welche Kosten die einzelnen Unternehmensteile und/oder die Projekte verursachen.
- Die Lager- oder Mengenbuchhaltung ist für die Verbuchung von Geschäftsvorfällen in der Materialwirtschaft zuständig.
- Die Energiebuchhaltung wird im kommunalen Facilitymanagement angewendet.

Die Kameralistik bzw. Kameralbuchhaltung ist eine Sonderform, die in der Vergangenheit vorwiegend in staatlichen Organisationen angewendet wurde, aber auch dort seit einigen Jahren zunehmend durch die doppische Buchhaltung abgelöst wird.